# Barthea barthei
Barthea es un género monotípico de plantas con flores pertenecientes a la familia Melastomataceae.  Su única especie, Barthea barthei, es originaria de China.

## Descripción
Son arbustos quer alcanzan un tamaño de 70-150 (-300) cm de altura. Tallos cilíndricos, corteza de color blanco grisáceo, con numerosas ramas furfuráceas, casi cuatro angular, pubérulas y glandular. Pecíolo 0.5-1.5 cm, densamente furfuráceas o glabro; Limbo elíptico, suborbiculares, aovadas o aovado-lanceoladas, de (3.5-) 6-11 (-15) × (1.8-) 2.5 a 5.5 cm, con rigidez papirácea a subcoriácea, abaxialmente densamente furfuráceas, adaxialmente glabras, venas secundarias 2 a cada lado del nervio central, base obtusa, margen entero o serrulado, ápice acuminado. Inflorescencias en cimas, con (1 -) 3-flores, pero por lo general solo una fértil; pedúnculo de 7 mm, 4-lados, furfuraceous. Hipanto de 0,6 o 1,4 cm, 4-lados, muy angostamente alados en las costillas y densamente furfuráceas.  Pétalos de color blanco, rosa o púrpura, oblongo-obovadas a eliticos, 1.1-1.8 × 1-1.6 cm, oblicua apical. Los filamentos de estambre más largo de 8 mm; anteras de 1 cm. Cápsula oblonga, con alas de 1-2 mm de ancho en las costillas. Fl. enero-mayo o octubre-diciembre, fr. octubre-diciembre o mayo.

## Distribución y hábitat
Se encuentra en los bosques mixtos, laderas boscosas de montaña, matorrales abiertos, quebradas boscosas, a lo largo de los arroyos; a una altitud de 400-2500 (-2800) metros, en Fujian, Guangdong, Guangxi, Hunan, Taiwán.

## Taxonomía
El género fue descrito por Joseph Dalton Hooker y publicado en Genera Plantarum 1: 731, 751, en el año 1867. La especie Barthea barthei fue descrita por  (Hance ex Benth.) Krasser y publicado en Die Natürlichen Pflanzenfamilien 3(7): 175, f. 768. 1893.
Sinonimia
var. barthei 
- Barthea chinensis Hook. f.
- Barthea formosana Hayata
- Dissochaeta barthei Hance ex Benth.